# Léonce Hainez
Léonce Hainez, né le 22 avril 1866 à Esnes et mort le 28 mai 1916 à Lambersart, est un architecte français.

## Biographie
Fils de Séraphin Hainez, perruquier, et d'Élisa Douchez, tisseuse, son épouse, Léonce Hainez naît à Esnes en 1866.
Il devient l'élève d'Émile Vandenbergh à l'école des beaux-arts de Lille.
De 1881 à 1896, il travaille aux services municipaux de la ville de Lille où il construit notamment plusieurs groupes scolaires.
À partir de 1896, installé comme architecte libéral, il bâtit de nombreuses constructions privées sur Lille, la banlieue lilloise et Malo-les-Bains. Il conçoit avec Émile Vandenbergh la rue des Lilas, ouverte en 1897 dans le quartier Saint-Maurice Pellevoisin.
En 1904, il devient architecte en chef du département du Nord.
Léonce Hainez meurt en 1916 à la Villa Régina, son domicile de la rue de l'Hippodrome à Lambersart.

## Réalisations notables
- 1897 : rue des Lilas, Lille.
- 1898 : maison Dumoulin, 37 rue de Flandre, Malo-les-Bains[3].
- 1899 : institut Pasteur de Lille, boulevard Louis-XIV.
- 1901 : dispensaire antituberculeux Émile-Roux, boulevard Louis XIV
- 1902-1903 : villa La Surprise à Wimereux[4],[5].
- 1903 : théâtre Sébastopol à Lille.
- 1904-1908 : théâtre régional d'Oran, en Algérie[6].
- 1905 : aménagements intérieurs de la préfecture de Lille[7].
- 1905 : projet de laboratoires pour l'Institut Pasteur de Lille
- 1906-1908 : archives départementales, 74 rue Jacquemars-Giélée, Lille[8].
- 1907 : immeuble 49 rue Nicolas-Leblanc, Lille[9].
- Thermes de Saint-Amand-les-Eaux.
- 1907 : modernisation du château de l'abbaye de Cysoing
- 1905 : sanatorium familial de Montigny-en-Ostrevent inauguré le 5 octobre 1905 par Émile Loubet[10],[11].
- 1909-1920 : immeuble no 32-32bis rue d'Antin, Lille, achevé par l'architecte Albert Giovannoni[12]. La décoration en céramique est due au spécialiste du genre à Lille Louis Coilliot.

## Galerie photos

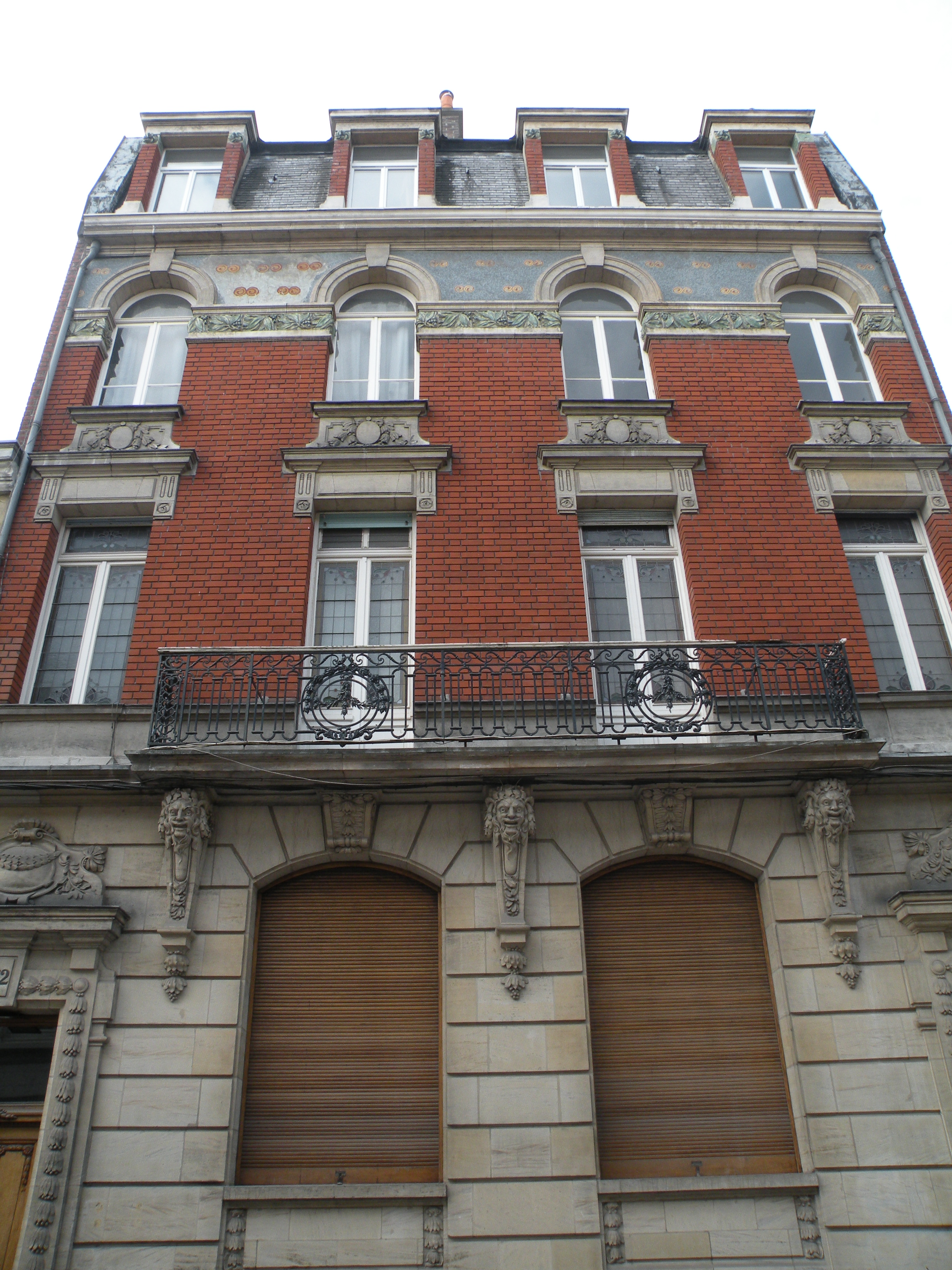
Maison 32-32bis rue d'Antin
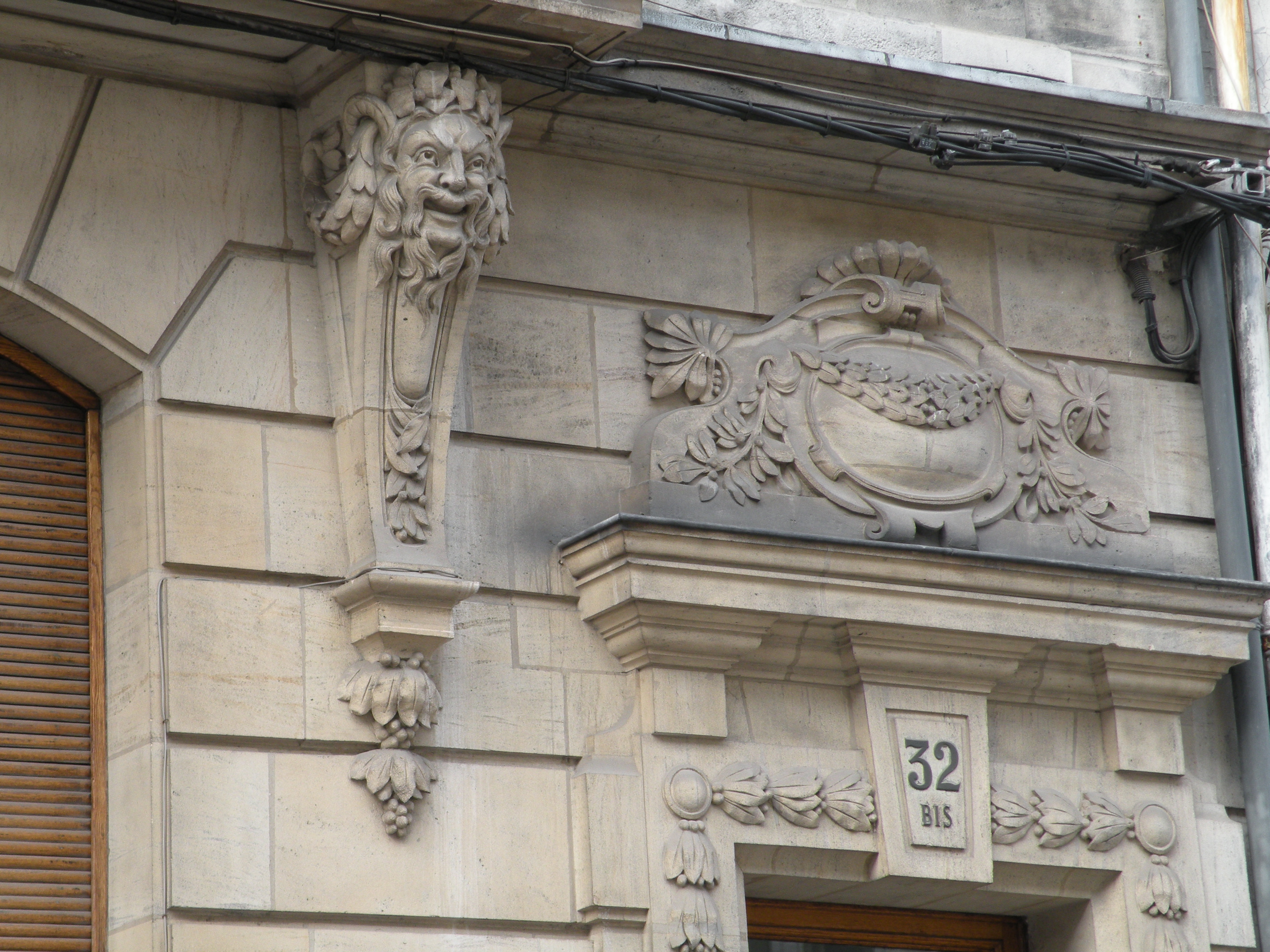
Détail 32bis rue d'Antin
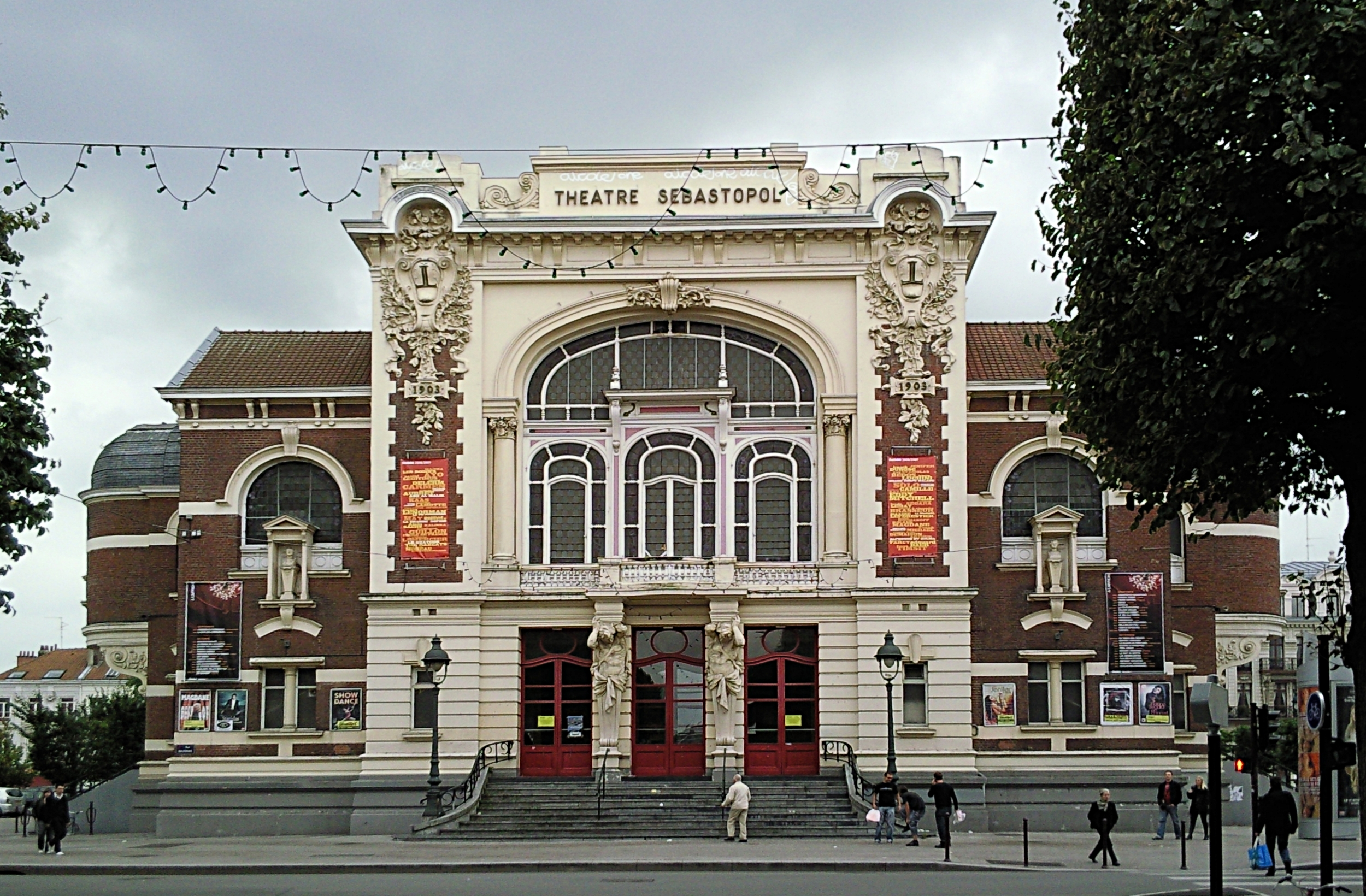
Façade du théâtre Sébastopol
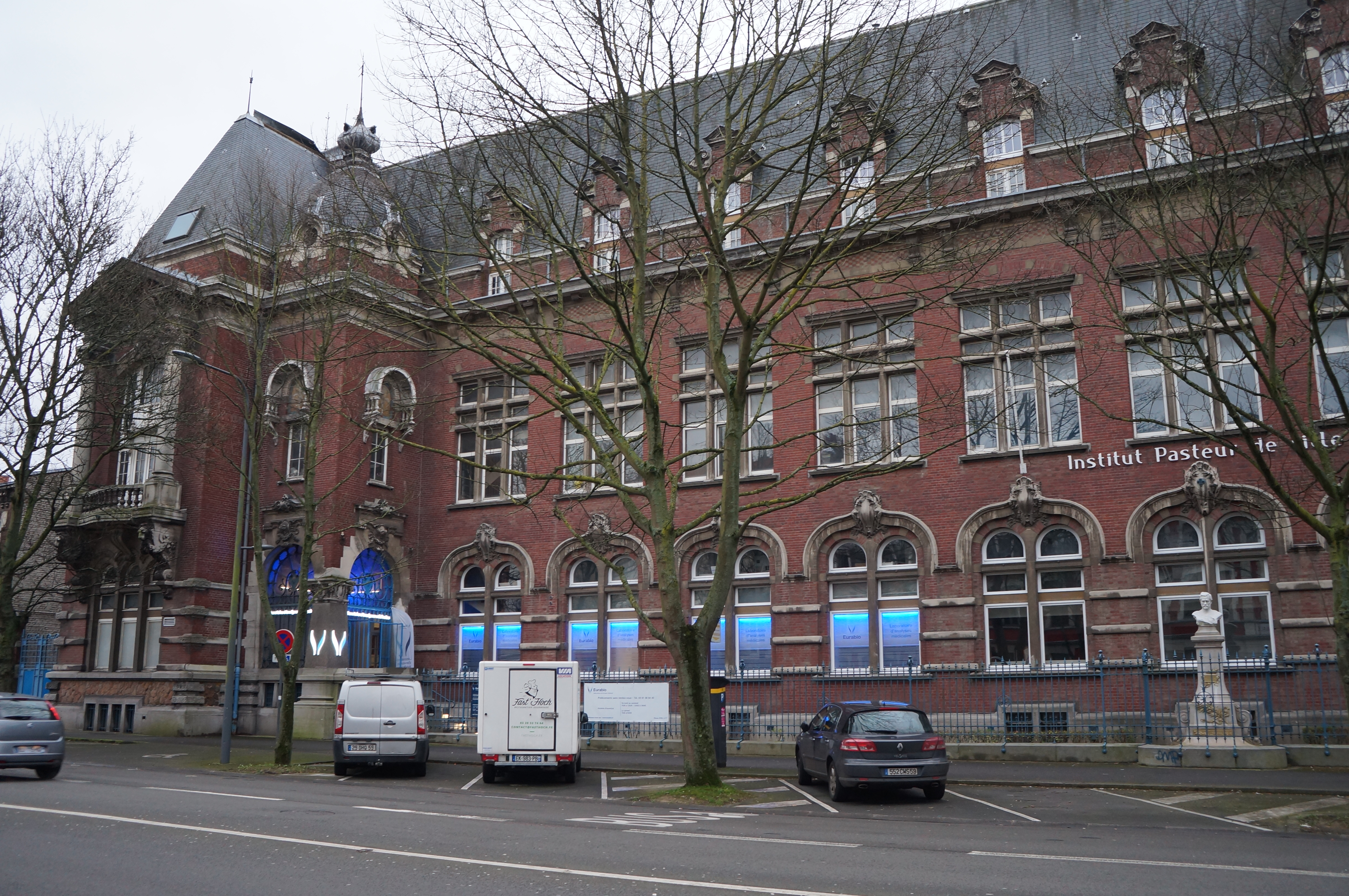
Institut Pasteur, Lille

## Archives
Un fonds d'archive de 8 ml se trouve aux Archives départementales du Nord.